# Mount Radlinski
Mount Radlinski är ett berg i Antarktis. Det ligger i Västantarktis. Inget land gör anspråk på området. Toppen på Mount Radlinski är 2 750 meter över havet.
Terrängen runt Mount Radlinski är huvudsakligen en högslätt. Trakten är obefolkad. Det finns inga samhällen i närheten.